# Казенний Торець
Казе́нний Торе́ць — річка в Україні, у північній частині Донецької області. Права притока Сіверського Дінця (басейн Дону).
Гідрологічний контроль і керування станом поверхневих і підземних вод басейну Казенного Торця здійснює Сіверсько-Донецьке басейнове управління водних ресурсів (СДБУВР) Державного агентства водних ресурсів України.

## Опис
Довжина 129 км, площа басейну 5410 км². Долина переважно трапецієподібна (ширина 3—4 км), схили урвисті. Заплава двостороння, завширшки 400—600 м, найбільша ширина — до 2 км. Річище звивисте, середня ширина в середній і нижній течії 20—30 м; є пороги. Глибина річки до 2,5—3 м, похил — 1,0 м/км. Під час межені у верхів'ї річка пересихає, утворюючи окремі плеса.
Живлення снігове (до 70% річного стоку). Льодостав нестійкий, з середини грудня до середини березня. Гідрологічні пости біля м. Слов'янськ (з 1925 р.), смт Райське (з 1928 р.). На Казенному Торці споруджено багато ставків і водосховищ для задоволення потреб промислового та побутового водопостачання, зрошення і рибальства. По заплаві річки проходить траса каналу Сіверський Донець-Донбас, у пониззі — група озер Слов'янського курорту.
У середній і нижній течії здійснюється розчищення та поглиблення річища. На водний режим річки великий вплив мають промислові та побутові стічні води.  Особливістю Казенного Торця є розташування на ньому цілої низки промислових міст: Краматорська, Слов’янська, Дружківки. З огляду на цей факт, використання річки (насамперед для промислового водопостачання) є дуже значним. На р. Казенний Торець збудовано кілька водопідпірних споруд, за якими утворено невеликі водоймища. На жаль, деякі із споруд мають вкрай незадовільний технічний стан і давно потребують реконструкції. 
Річка Казенний Торець є водоприймачем великої кількості промислових підприємств; її верхів’я перебуває під впливом шахтних вод. Зазначені фактори не тільки зумовили значні зміни гідрохімічних характеристик, але й призвели до порушення термічного режиму. Річка замерзає лише у суворі зими. На берегах річки розташований Краматорський регіональний ландшафтний парк.

## Розташування
Казенний Торець починається на північно-західних схилах Донецького кряжа, на схід від смт Гродівка. Тече переважно на північ і північний схід. Впадає до Сіверського Дінця на схід від смт Райгородок.
| № лів. | ліві                      | довжина, км | № заг. | площа басейну, км² | праві                 | № прав. |
| ------ | ------------------------- | ----------- | ------ | ------------------ | --------------------- | ------- |
| 1      | Журавка                   | 11          | 1      | 92,7               |                       |         |
| 2      | балка Сінна               | 6           | 2      |                    |                       |         |
|        |                           | 18          | 3      | 147                | Полтавка              | 1       |
| 3      | Грузька                   | 12          | 4      |                    |                       |         |
|        |                           | 88,36       | 5      | 1590               | Кривий Торець         | 2       |
| 4      | Бичок                     | 20          | 6      | 106                |                       |         |
|        |                           | 19          | 7      | 179                | Біленька I (Абазівка) | 3       |
| 5      | Маячка                    | 39          | 8      | 297                |                       |         |
|        |                           | 19          | 9      | 189                | Біленька II (Білянка) | 4       |
| 6      | Сухий Торець              | 97          | 10     | 1610               |                       |         |
|        |                           | 12          | 11     | 45,7               | Сорищі (Бакай)        | 5       |
| 7      | Бесарабівка (Колонтаївка) | 11          | 12     |                    |                       |         |

Примітка: Параметри річок частково наведені за даними видання Каталог річок України — К.: Видавництво АН УРСР, 1957. — 192 с.

## Населені пункти
На Казенному Торці розташовані міста: Слов'янськ, Краматорськ, Дружківка; на притоці Кривий Торець — Костянтинівка.

## Походження назви
Існує припущення, що назва походить від значення слова торець — край. У XVII⁣-⁣XVIII століттях по річці проходила межа державних («казенних») земель.

## Галерея

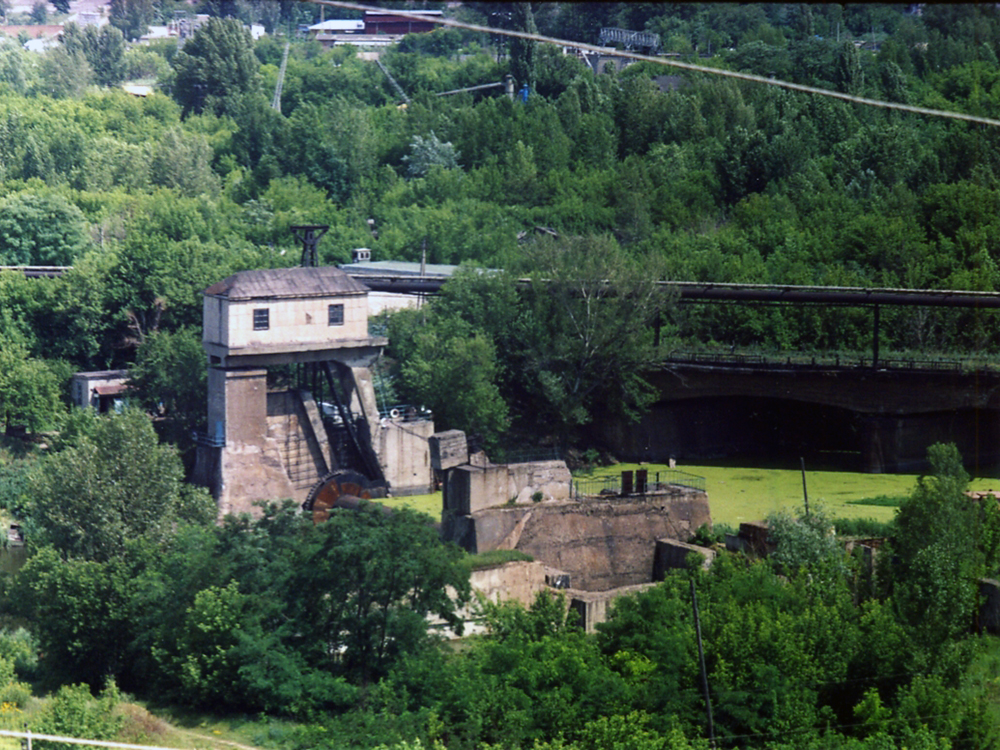
Гребля в м. Краматорськ (побудована 1931 р.)
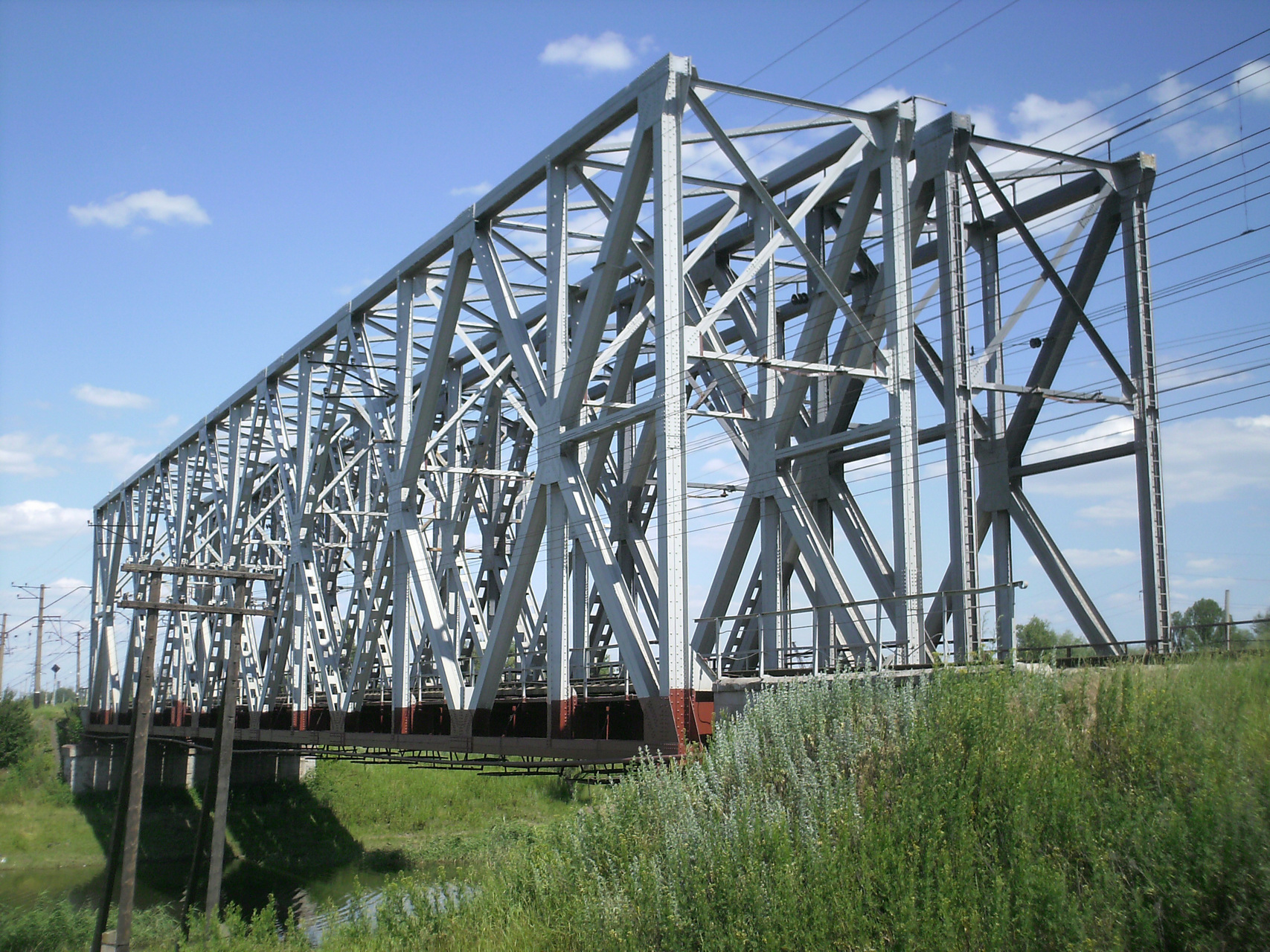
Залізничний міст через старе річище, м. Слов'янськ
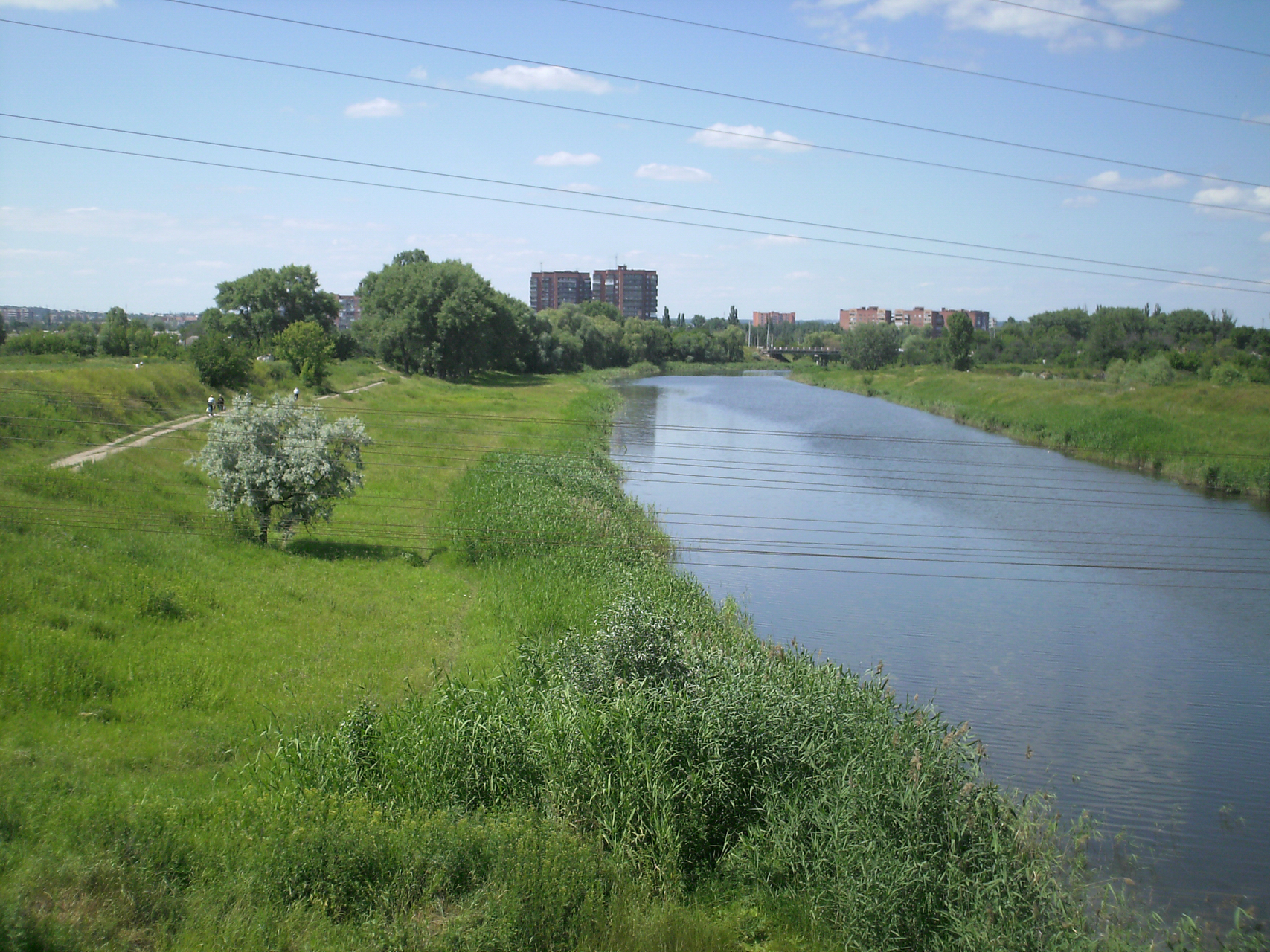
Старе річище, м. Слов'янськ
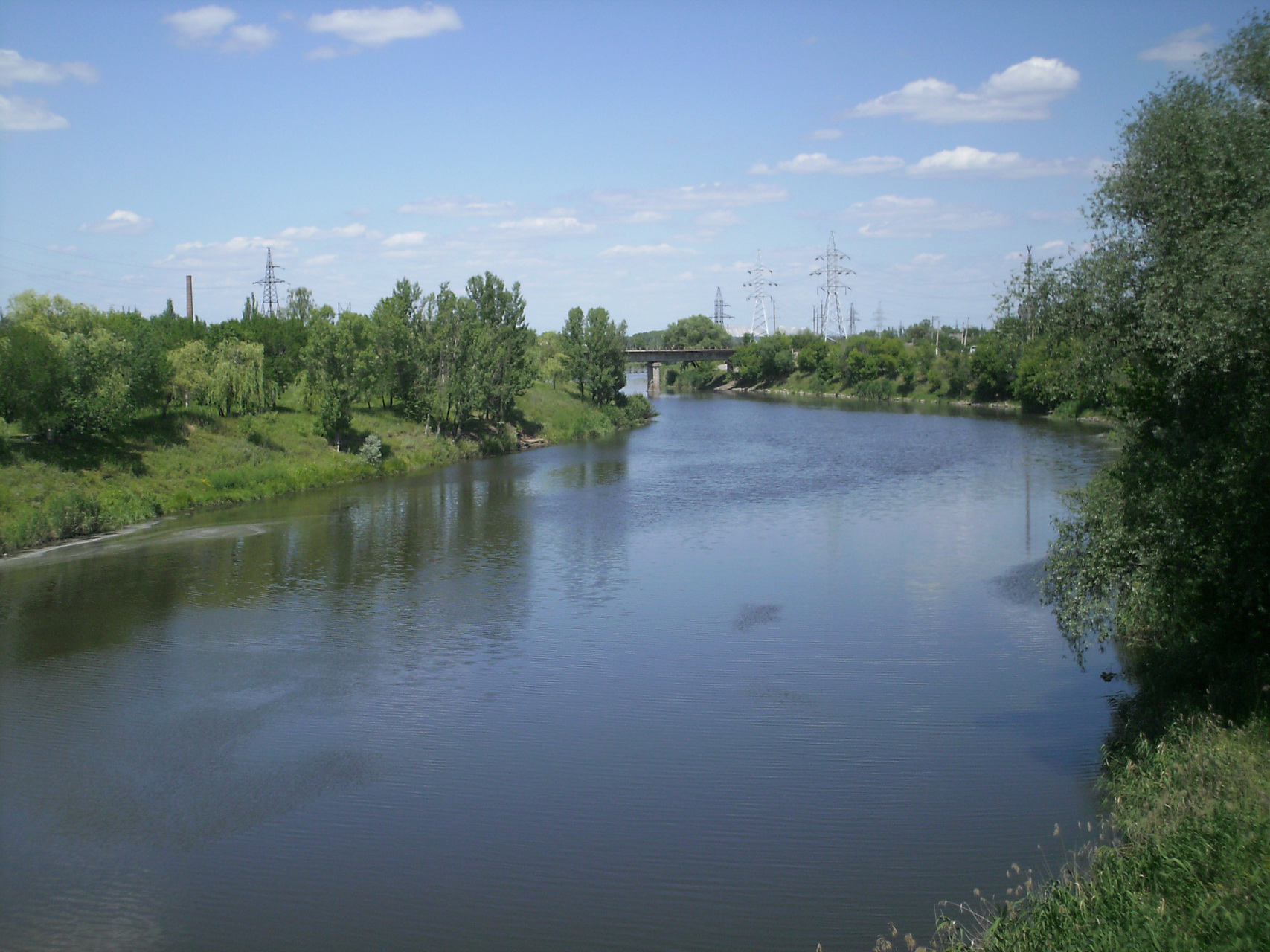
Нове річище, м. Слов'янськ
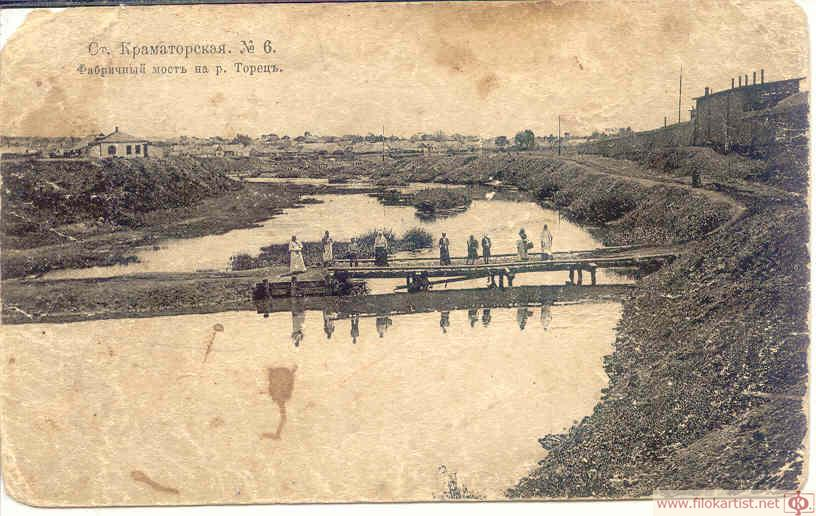
Листівка Станція Краматорська № 6, фабричний міст на р. Торець
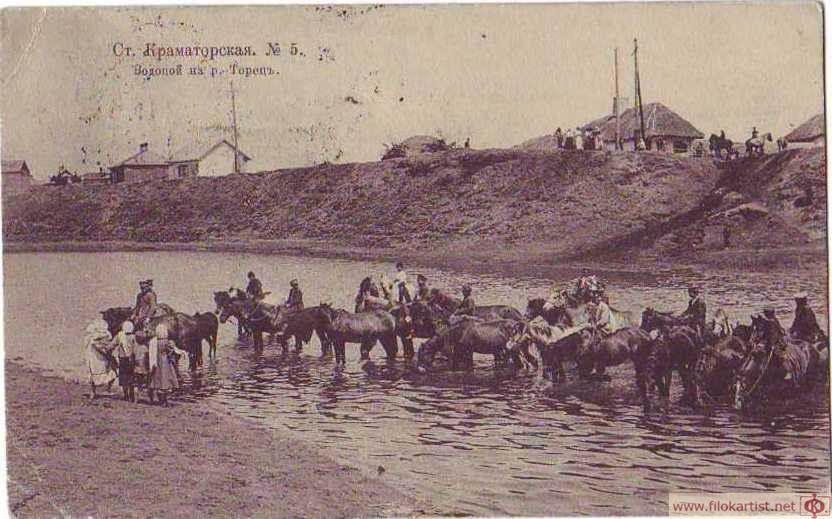
Листівка Станція Краматорська № 5, водопій на р. Торець
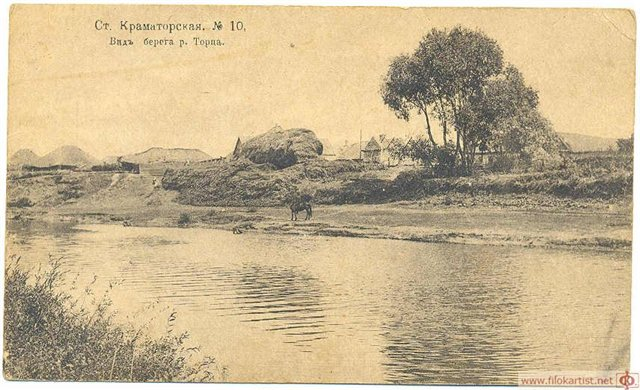
Листівка Станція Краматорська № 10, вигляд з берегу на р. Торець